# Inia araguaiaensis
Boto de l'Araguaia
Espèce
Inia araguaiaensis est une espèce de dauphins d'eau douce du sous-ordre des odontocètes vivant au Brésil dans le bassin Araguaia-Tocantins. Sa découverte a été annoncée en 2014. Le nom commun proposé est boto de l'Araguaia.

## Description
Les membres du genre varient du gris au rose et la taille de leur corps varie entre 1,53 à 2,6 m. Ils possèdent une crête dorsale plutôt qu'une nageoire dorsale. Leurs vertèbres cervicales sont non condensées, leur permettant de tourner la tête de façon nette. Comme les autres dauphins de rivière, I. araguaiaensis possède un melon proéminent et un plus long bec que la plupart des dauphins marins. De par leur environnement aquatique qui est souvent trouble, leur vision n'est pas bien développée. Les dauphins de rivière ont tendance à être moins actifs que les dauphins marins. Ils se nourrissent principalement de poissons, détectés à l'aide de l'écholocation.

## Découverte
La reconnaissance d'I. araguaiaensis en tant qu'espèce distincte a été annoncée le 22 janvier 2014. Elle a été identifiée comme distincte du boto (Inia geoffrensis) par l'étude de marqueurs microsatellites nucléaires et par les données du génome mitochondrial, ainsi que par les différences de morphologie du crâne, généralement plus large. I. araguaiaensis diffère aussi du boto par le nombre de dents par hémi-mandibule : I. araguaiaensis en compte 24-28 contre 25-29 pour le complexe I. geoffrensis geoffrensis + I. geoffrensis humboldtiana et 31-35 pour I. geoffrensis boliviensis, parfois considérée comme espèce à part entière. Il s'agit de la première nouvelle espèce de dauphin d'eau douce décrite depuis 1918 et depuis la disparition du dauphin de Chine (Lipotes vexillifer), le dauphin du Yangzi Jiang, en 2006.

## Taxonomie
C'est l'espèce la plus proche du dauphin de l'Amazone ou boto (Inia geoffrensis), depuis laquelle on pense qu'elle a divergé il y a 2,08 millions d'années (Ma), en comparant les séquences de l'ADN mitochondrial. Le temps de divergence correspond au moment où le bassin Araguaia-Tocantins et celui de l'Amazone se sont séparés, entraînant une spéciation vicariante. On pense que les rapides du bas Tocantins (dans lequel l'Araguaia se déverse) ont contribué à isoler les deux espèces, puisque le Pará (dans lequel se déverse le Tocantins) est en contact avec l'Amazone.

## Sources
- (en) Cet article est partiellement ou en totalité issu de l’article de Wikipédia en anglais intitulé « Araguaian river dolphin » (voir la liste des auteurs).